# Die Harald Schmidt Show
Le Harald Schmidt Show est une émission allemande de talk show, diffusée en fin de soirée sur la chaîne allemande Sat.1 et présentée par Harald Schmidt entre 1995 et 2003. Elle s'inspire des émissions de type « late-night show » américaine, telles que Late Night with Conan O'Brien et Late Show with David Letterman, en reprenant la même composition de stand-up et d'interviews de célébrités allemandes ou internationales. Harald Schmidt est assisté par plusieurs animateurs, dont la française Nathalie Licard.

## Source
- (en) Cet article est partiellement ou en totalité issu de l’article de Wikipédia en anglais intitulé « Harald Schmidt » (voir la liste des auteurs).